# Melanagromyza proboscidella
Melanagromyza proboscidella este o specie de muște din genul Melanagromyza, familia Agromyzidae, descrisă de Spencer în anul 1977. Conform Catalogue of Life specia Melanagromyza proboscidella nu are subspecii cunoscute.